# Bisschoppenoorlogen
De Bisschoppenoorlogen (Engels: Bishops' Wars; Latijn: Bellum Episcopale) waren twee politiek-militaire conflicten in 1639 en 1640 over de aard van het bestuur van de Kerk van Schotland en de rechten en macht van de Kroon. Ze zijn onderdeel van Oorlogen van de Drie Koninkrijken en worden vaak gezien als het voorspel van de Engelse Burgeroorlog. De naam verwijst naar het conflict tussen koning Karel I van Engeland, die voorstander was van de invoering van een bisschoppelijke hiërarchie in de Schotse Kerk, en de meeste van zijn Schotse onderdanen, die een presbyteriaans bestuursstelsel zonder bisschoppen wensten.

## Oorsprong
Jacobus VI van Schotland had in 1584 het episcopaat opnieuw ingesteld in de Kerk van Schotland. Hij zag een staatskerk als een steunpilaar van het koningschap en een bolwerk tegen de theocratische tendensen van de presbyterianen. Nadat hij de Engelse troon besteeg (1603), vergrootte hij het aantal bisschoppen. Zijn zoon en opvolger Karel I trachtte voortdurend uniformiteit te bevorderen tussen de gevestigde kerken van zijn koninkrijken volgens het anglicaanse model. Zijn regulering van de liturgie in Schotland door de oplegging van het Book of Common Prayer in 1637 ontketende rellen en leidde tot een geformaliseerde oppositie in de National Covenant. Zijn pogingen om de toestand vanuit Londen te beheersen mislukten en tegen juli 1638 besloot hij in zijn Engelse Privy Council dat er dwang diende te worden gebruikt. Om tijd te winnen stemde hij in met een Algemene Vergadering van de Kerk van Schotland die in november te Glasgow 1638 bijeenkwam, maar de Vergadering besliste met volle overtuiging dat de bisschoppen dienden te worden afgezet en het gebedenboek afgeschaft. De steun voor de Covenant groeide onder leiding van James Graham en Archibald Campbell, graaf van Argyll, terwijl soldaten die in het buitenland dienden naar Schotland terugkeerden, onder wie generaal Alexander Leslie.

## Eerste Bisschoppenoorlog (1639)

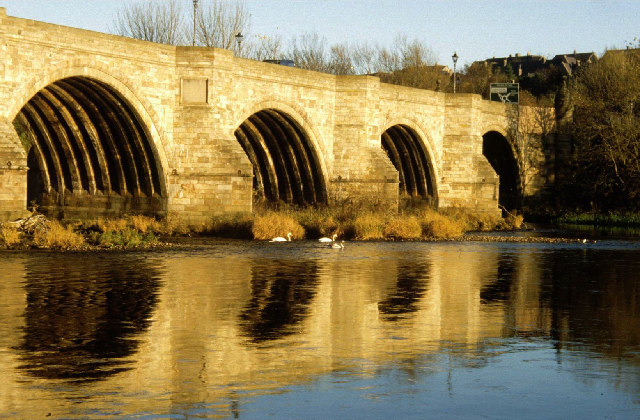
Brig o' Dee

Ondanks financieringsproblemen verzamelde Karel in de vroege zomer van 1639 een slecht getrainde Engelse strijdmacht van zo'n 20.000 man, waarmee hij optrok naar de buurt van Berwick-upon-Tweed aan de Engelse kant van de grens. Het Schotse leger van rond de 12.000 men aangevoerd door Leslie had enkele kilometers verderop kamp opgeslagen vlak bij Duns. Ondertussen vonden er in Aberdeenshire enkele kleine schermutselingen plaats tussen Covenanters en Schotse koningsgezinden. De eerste was een confrontatie bij het plaatsje Turriff genaamd de "Raid of Turriff" waarbij geen bloed werd vergoten. De volgende was het beleg van Towie Barclay Castle, waarbij één persoon werd doodgeschoten – het allereerste slachtoffer van de Oorlogen van de Drie Koninkrijken. Dit werd gevolgd door twee kleine slagen bekend als de "Trot of Turriff" de slag om de Brig o' Dee ten zuiden van Aberdeen. Echter, omdat geen van beide hoofdlegers wilde vechten bereikte men in juni de Pacificatie van Berwick, waarbij de koning ermee instemde dat alle omstreden kwesties zouden moeten worden voorgelegd aan nog een Algemene Vergadering of het Parlement van Schotland.

## Tussentijd
De nieuwe Algemene Vergadering stelde daarop opnieuw alle resoluties van de Glasgowse Vergadering in werking. Het Parlement van Schotland ging nog verder door het episcopaat af te schaffen en zichzelf vrij van koninklijke beheersing te verklaren.
Karel vermoedde dat de Schotten samenzwoeren met Frankrijk en dat onder deze omstandigheden de Engelsen meer bereid waren om zich onder zijn vlag te scharen. Hij riep het Engelse parlement opnieuw bijeen nadat hij Engeland voor elf jaar alleen had geregeerd. In april 1640 kwam het zogeheten Korte Parlement samen, maar dat eiste eerst dat zijn grieven zouden worden aangepakt, dat de koning voortaan geen scheepsgeld meer kon vorderen en een volkomen reorganisatie van het kerkelijke stelsel zou plaatsvinden. Karel vond deze voorwaarden onaanvaardbaar en ontbond het parlement weer.

## Tweede Bisschoppenoorlog (1640)
Thomas Wentworth, nu graaf van Strafford, werd de belangrijkste raadgever van de koning. Hij wierp zich met veel toewijding op Karels plannen en stelde alles in het werk om de nieuwe veldtocht van bevoorrading en geld te voorzien.
De Schotten onder Leslie en Montrose staken de Tweed over en Karels leger trok zich voor hen terug. In korte tijd overweldigden de invallers heel Northumberland en County Durham (zie Slag bij Newburn). Karel moest de twee graafschappen aan de Schotten overlaten als belofte voor de betaling van de Schotse kosten toen hij akkoord ging met vrede en het Verdrag van Ripon tekende in oktober 1640. De berooide koning moest alweer het parlement bijeenroepen voor een bede om aan dat bedrag te voldoen; dit Lange Parlement zou zijn regering aanvallen en zijn hoofdraadgevers Strafford en Laud hinderen (en uiteindelijk executeren). Dit Parlement werd pas in 1658 ontbonden.
In de hoop Schotse steun te verwerven ging Karel in de herfst van 1641 naar Schotland, waar hij Leslie en Argyll titels schonk en alle besluiten van de Algemene Vergadering van 1638 en van het Parlement van Schotland van 1641 erkende, waaronder het bevestigen van het recht van het Parlement om de handelingen van zijn ministers tegen te werken. Hij had nu alle oorzaken van het oorspronkelijke geschil weggenomen, maar binnen een jaar zouden zijn geschillen met het Engelse Parlement tot een burgeroorlog leiden.